# Ende der Menschheit

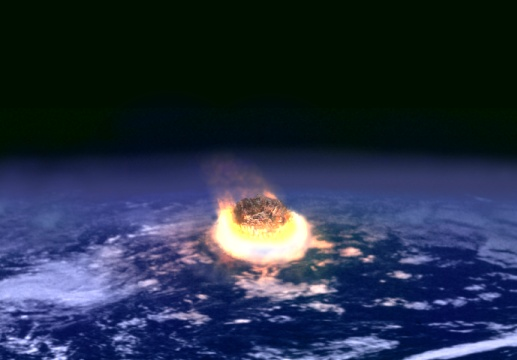
Künstlerische Darstellung eines großen Asteroideneinschlags. Ein Asteroid mit gewaltiger Einschlagskraft könnte für das Aussterben der Dinosaurier verantwortlich gewesen sein und könnte eines Tages ebenso die Menschheit auslöschen, solange diese keine wirksame planetare Verteidigung besitzt oder nicht bereits vorher aus einem anderen Grund ausgestorben ist.

Ende der Menschheit bezeichnet das Aussterben aller Menschen.
Für das Ende der Menschheit existiert eine Vielzahl möglicher Szenarien. Deren Auslöser sind vielfältig, beispielsweise Ereignisse kosmischen Ursprungs, irdischen Ursprungs oder menschlichen Ursprungs. Die verschiedenen Szenarien und ihre Wahrscheinlichkeiten werden daher von Wissenschaftlern unterschiedlicher Disziplinen untersucht, beispielsweise Astronomen, Naturwissenschaftlern und Zukunftsforschern.
Auch der Zeitpunkt für das Ende ist noch ungewiss. Einige der Szenarien können jederzeit eintreten, womit das Ende der Menschheit auch sehr bald oder sogar sofort möglich ist.
Ein Ereignis, das die Menschheit auslöschen kann, wird manchmal auch als existenzielles Risiko für die Menschheit bezeichnet. Damit kann aber auch ein Ereignis gemeint sein, das die Menschheit in ihrer gewünschten Entwicklung lediglich drastisch und permanent einschränkt, zum Beispiel, weil es zum Zusammenbruch unserer Zivilisation führt.

## Forschungsgeschichte
In der Geschichte wurden schon mehrere wissenschaftlich heute nicht mehr haltbare Szenarien diskutiert. In den 1960er Jahren beispielsweise gaben sich sowjetische Wissenschaftler der Vorstellung hin, mit Polywasser würde eine besonders stabile Variante des normalen Wassers bestehen. Diese könnte normales Wasser umwandeln, das dann aufgrund veränderter Eigenschaften lebensfeindlich wäre und so das gesamte Ökosystem vernichten würde. Später stellte sich diese Forschung als pathologische Wissenschaft heraus.
Während einzelne tatsächliche Bedrohungen wie Atomkrieg oder Klimawandel schon seit mehreren Jahrzehnten intensiv untersucht werden, hat die systematische Analyse existenzieller Risiken ungeachtet ihrer enormen Bedeutung erst im Jahre 2002 begonnen. Dies mag auch daran liegen, dass hochgradig interdisziplinäres Wissen zum Erforschen existenzieller Risiken notwendig ist.

## Mögliche Szenarien natürlichen Ursprungs

### Mögliche Szenarien kosmischen Ursprungs

#### Zerstörung des Planeten
Die jederzeit mögliche Zerstörung der Erde führt unausweichlich zum Aussterben der Menschheit, solange die Weltraumkolonisierung noch nicht erfolgreich ist.

#### Altern der Sonne
Ohne Gegenmaßnahmen wird das Altern der Sonne die Lebensbedingungen auf der Erde über die nächsten Jahrhundertmillionen hinweg stark verändern.

#### Sonneneruption
Sonneneruptionen sind gewaltige  Protuberanzen auf der Sonnenoberfläche, in deren Folge die Erde mit Subatomaren Teilchen bombardiert wird, die jedoch durch das Erdmagnetfeld abgelenkt werden können. Allerdings wurden Hauptreihensterne, zu denen auch die Sonne gehört, dabei beobachtet, wie sie bisweilen ihre Leuchtkraft um den Faktor 20 erhöhen. Einige Forscher meinen, dass dies ein Zeichen für außergewöhnliche „Super-Protuberanzen“ sein könnte. Es ist nicht auszuschließen, dass die Sonne derartige Strahlungsausbrüche ebenfalls zur Erde senden könnte. Diese hätten möglicherweise ähnliche Effekte auf das irdische Leben wie ein Gammablitz.

#### Gammablitz
Gammablitze (englisch gamma-ray bursts, abgekürzt GRB) sind Wellen intensiver Strahlung, die bei gewissen astronomischen Ereignissen entstehen und die sich mit Lichtgeschwindigkeit durch den Kosmos begeben. Sollte ein derartiger Blitz mit hinreichender Intensität (also aus weniger als 3000 Lichtjahren Entfernung) die Erde treffen, würde die intensive Strahlung nicht tief in die Atmosphäre eindringen. Stickstoff und Sauerstoff in den Schichten der oberen Atmosphäre würden jedoch zu Stickstoffmonoxid verschmolzen werden, das auf Ozon einen ähnlichen Effekt wie FCKWs hat, als Folge würde die Ozonschicht wahrscheinlich unrettbar vernichtet. Dies steht jedoch unter der Einschränkung, dass die Energie in einem engen Kegel abgestrahlt wird und dieser zufällig direkt auf die Erde gerichtet ist.
Das UV-Licht der Sonne, das dann ungebremst die Erdoberfläche erreichen könnte, würde wahrscheinlich vor allem das Phytoplankton, das dicht unter der Wasseroberfläche lebt, ausrotten, was einen Kollaps des gesamten globalen Ökosystems zur Folge haben könnte. Dies könnte zu einem Massenaussterben auf der Erde führen.
Das Ordovizische Massenaussterben wurde möglicherweise durch einen Gammablitz in Erdnähe verursacht.
Der Wolf-Rayet-Stern WR 104 könnte bei seinem Tod einen GRB zur Erde senden und sie so sterilisieren.

#### Supernova
Eine Nova emittiert hochenergetische Strahlung in enormer Menge (Intensität), die bis zu einem gewissen Abstand durchaus zerstörerisch wirken kann. Aufgrund der verschiedenen Nova-Mechanismen gibt es keinen festen Zahlenwert für einen sicheren Abstand.

#### Impakt
Ein Himmelskörper, bspw. ein Asteroid, der mit einem Durchmesser von mehr als 500 m mit hinreichender Geschwindigkeit die Erde trifft, hätte ähnliche Folgen wie der Einschlag, der als Ursache für das Aussterben der Dinosaurier angesehen wird.

#### Nahes Vorbeifliegen eines fremden Himmelskörpers
Dieses könnte bei ausreichend großer Masse des Objekts aufgrund dessen Gravitation verschiedene katastrophale Ereignisse verursachen:
- ein Kometenbombardement (Beispiel: Die Sonne bewegt sich wie die meisten Sterne anscheinend auf einer recht stabilen Bahn um den Mittelpunkt der Milchstraße. Es gibt aber hin und wieder einzelne Ausreißersterne. Der rote Zwerg Gliese 710 bspw. soll sich Richtung Sonnensystem bewegen und in etwa 1,3 Millionen Jahren sehr nahe an der Sonne vorbeiziehen. Er könnte dann in der Oortschen Wolke so viel Unruhe bewirken, dass es zu einem Kometenbombardement des inneren Sonnensystems kommt.[11])
- einen kleineren oder größeren Orbit um die Sonne (siehe Bahnstörung) und damit stark veränderte Lebensbedingungen
- eine Entnahme aus dem Sonnensystem

#### Vernichtung durch Außerirdische
Sollte es zum Kontakt zwischen Menschen und extraterrestrischen Zivilisationen kommen, könnten diese die Menschheit ausrotten, entweder durch einen gezielten, wie auch immer begründeten Genozid, durch das Einführen fremder Pathogene, durch den Raub aller irdischen Rohstoffe oder durch die Ausrottung von Schlüsseltierarten.

### Mögliche Szenarien irdischen Ursprungs

#### Ausbruch eines Supervulkans
Der Ausbruch eines ganzen Vulkankomplexes könnte Effekte, die mit einem Nuklearen Winter vergleichbar sind, verursachen und so den Fortbestand der Menschheit gefährden. Durch die großen Rauch- und Aschemengen in der Atmosphäre sinkt die Temperatur der Erde stark ab und ein großer Teil der Tier- und Pflanzenwelt geht zugrunde. Infrage kommt ein Vulkanausbruch mit VEI-Stärke 7 oder 8. Der Yellowstone gilt als Supervulkan und bricht alle 600.000 bis 700.000 Jahre aus.

#### Neues Eiszeitalter
Die Theorie vom „Schneeball Erde“ besagt, dass die gesamte Erde mehrmals in der Erdgeschichte eingefroren war, was möglicherweise zu einigen der schwersten Krisen und Massenaussterben in der Geschichte des Lebens auf der Erde geführt haben soll.
Sollte die momentane Warmzeit abrupt enden, könnten die Temperaturstürze und ihr Einfluss auf die Lebensmittelversorgung das Fortbestehen der Menschheit gefährden.

#### Pandemie
Eine globale Pandemie, die HIV, das Coronavirus, den Schwarzen Tod oder die Spanische Grippe an Virulenz und Letalität übertrifft, könnte die Menschheit drastisch verkleinern. Eine komplette Auslöschung gilt als unwahrscheinlich, da es für einen Erreger schwieriger wird, eine große Zahl an Menschen zu infizieren, je tödlicher er ist. Allerdings ist anhand von DNA-Analysen anderer Säugetierarten nachgewiesen, dass diese durch einzelne Krankheiten ausstarben. Daraus schließen manche, dass die Menschheit dasselbe Schicksal treffen könnte.

## Mögliche Szenarien menschlichen Ursprungs

### Umweltzerstörung und globale Erwärmung
Lebensraumzerstörung oder Verseuchung biologischer Systeme: Klimaveränderungen wie anthropogene Klimaerwärmung bzw. Umweltverschmutzung z. B. durch radioaktive Stoffe und die damit zusammenhängenden Auswirkungen auf biologische Systeme und ihre Gleichgewichte, wie Artensterben z. B. der Bienen.
Der Verlust von Biodiversität unter anderem durch Bejagung, Neobiota und Umweltverschmutzung könnte durch gewisse Schlüsselereignisse das Ende der Menschheit in Form eines globalen Ökozids zur Folge haben.
Es besteht die Möglichkeit, dass die Freisetzung von Treibhausgasen in die Atmosphäre sich als stark selbst verstärkender Rückkopplungsprozess/Galoppierender Treibhauseffekt erweisen könnte, in den ab einem gewissen Point of no Return weder durch Vermeidungsstrategien noch durch Geoengineering interveniert werden kann. Die Erdatmosphäre könnte sich dann der Atmosphäre der Venus angleichen und Leben wäre unmöglich.
2022 empfahlen Wissenschaftler um Luke Kemp, Kristie Ebi, Johan Rockström, Marten Scheffer, Hans Joachim Schellnhuber und andere den verstärkten wissenschaftlichen und öffentlichen Fokus auf katastrophale und existenzbedrohende Klimaszenarien, die bisher in Wahrnehmung und Quantität stark unterrepräsentiert seien. Die Kategorisierung der Klimakrise als existenzielles Risiko war zuvor innerhalb der Community immer wieder umstritten, da man auch in Worst-Case-Szenarien von vereinzelten Überlebenden der Menschheit ausgehen könne. Neuere Beiträge stellen auch dies in Frage.
All diese Ereignisse könnten auch indirekt die Menschheit auslöschen durch die Auslösung weltweiter Ressourcenkriege.

### Kriegerische Auseinandersetzungen

#### Massenvernichtungswaffen
Schon einzelne Atomsprengköpfe können Städte zerstören und tausende Menschenleben vernichten. Bereits die Verwendung eines Bruchteils der weltweiten Arsenale könnte also durch die direkte Wirkung Millionen oder gar Milliarden Menschen töten, während die Nachwirkung der Explosionen die Menschheit endgültig ausrotten könnte:
Vernichtete Infrastruktur, vergiftetes Wasser, Keimbahnmutationen, ansteigende Krebsrate, ein kollabierendes Ökosystem, der Zusammenbruch sozialer Institutionen sowie ein Nuklearer Winter könnten die Überlebenden der Explosionen bis zur Ausrottung dezimieren.

#### Bioterrorismus
Entwicklungen in der Biotechnologie, der Genetik und der Genomik haben nachhaltige Einflüsse auf die globale Sicherheit. Der Erreger einer Hyperkrankheit in der Hand von Terroristen könnte das Ende der Menschheit bedeuten.
Die folgenden Krankheitserreger stellen sogenannte Klasse-A-Pathogene dar und können bereits in ihrer natürlichen Form als Biowaffen verwendet werden.
1. Bacillus anthracis (Anthrax)
2. Clostridium botulinum toxin (Botulismus)
3. Yersinia pestis (Pest)
4. Variola major (Pocken) und verwandte Pockenviren
5. Francisella tularensis (Tularämie)
6. Virales Hämorrhagisches Fieber
7. Arenaviren: Junin, Machupo, Guanarito, Chapare, Lassa, Lujo
8. Bunyaviren
9. Hantaviren
10. Flaviren
11. Dengue
12. Filoviren
13. Ebola
14. Marburgvirus

Genetisch modifizierte Pathogene in Biowaffen (z. B. Ebolapocken) sind sicherlich besonders geeignet, eine finale Pandemie zu verursachen.

### Autoritäre Weltregierung
Eine totalitäre Weltregierung könnte durch einen globalen Genozid (Omnizid) den Fortbestand der gesamten Menschheit bedrohen oder zumindest einen Großteil der Weltbevölkerung ausrotten, während Widerstand durch massive Überwachung und die Einschränkung von Bürgerrechten gefährdet wäre.
Große und mächtige Staaten stellen dabei wahrscheinlich eine größere Bedrohung dar als kleine Schurkenstaaten, die den Fortbestand der Menschheit nur mit Massenvernichtungswaffen ernsthaft gefährden können, während eine Weltregierung zu einem schleichenden Omnizid in der Lage wäre.

### Fehlgeleitete technische Entwicklungen

#### Künstliche Superintelligenz
Künstlich generierte Intelligenz wäre möglicherweise dazu in der Lage, menschliches Leben auf der Erde zu vernichten. Zu den Wissenschaftlern, die diese Ansicht vertreten, zählte auch Stephen Hawking. 2014 konnte sich der Physiker vorstellen, dass die vorhandenen Formen künstlicher Intelligenz so weiter entwickelt werden könnten, dass eine Superintelligenz entsteht, die der des Menschen überlegen wäre. Die eigene Reproduktion entsprechend den eigenen Bedürfnissen zu gestalten, wäre problemlos möglich und nicht durch biologische Evolution beschränkt wie beim Menschen. Ein lernfähiges System würde sich in seiner Selbstoptimierung regelmäßig verbessern und wäre somit in der Lage, Upgrades von sich selbst zu erschaffen.
Gemeinsam mit Stuart Jonathan Russell und Max Tegmark veröffentlichte Hawking 2014 eine Stellungnahme, in der auch potenzielle Risiken im Umgang mit einer künstlich geschaffenen Superintelligenz thematisiert werden. Die Erschaffung einer Superintelligenz wäre nach Ansicht der Wissenschaftler die größte Zäsur in der Geschichte der Menschheit, könnte aber auch das letzte Kapitel der Menschheitsgeschichte mit sich bringen. Folgende Risiken werden benannt:
- 1965 erkannte Irving Good, dass eine künstliche Superintelligenz zu Selbstoptimierung in der Lage wäre und somit die Finanzmärkte manipulieren könnte und selbstständig Waffen erfinden würde, die sich menschlichen Kontrollmechanismen entziehen würden. Während es bei KI kurzfristig darum geht, durch wen sie kontrolliert werden kann, sollten langfristige Betrachtungen die Frage, ob man sie überhaupt kontrollieren kann, mit einbeziehen.[33]
- Gesicherte Kontrolle tödlicher, autonomer Waffensysteme, die ihre Ziele selbst bestimmen. Aufgrund der potenziellen Risiken, u. a. im Kriegseinsatz, setzt sich Human Rights Watch für ein Verbot ein.[34] Auch die Vereinten Nationen sehen in diesem Bereich dringenden Handlungsbedarf.[35]
- Veränderungen unserer Wirtschaftssysteme durch technologischen Fortschritt sowie daraus resultierende Massenarbeitslosigkeit haben das Potenzial, die Gesellschaft weiter zu spalten und soziale Unruhen auszulösen.[36] (Siehe hierzu auch The Second Machine Age von Erik Brynjolfsson und Andrew McAfee, Wirtschaftsbuch des Jahres 2015.)[37]
- Die Dringlichkeit des Problems wird unterschätzt, was u. a. daran erkennbar ist, dass sich lediglich folgende universitäre Einrichtungen und Non-Profit-Organisationen mit zukünftigen Risiken für die Menschheit beschäftigen, die auch technologische Bedrohungen mit thematisieren: das Future of Humanity Institute,[38] das Cambridge Center for Existential Risk,[39] das Machine Intelligence Research Institute (MIRI)[40] sowie das Future of Life Institute.[41]

Das eigentliche Gefahrenpotenzial besteht also nach Ansicht von Hawkins und Kollegen in einem Kontrollverlust über eine künstliche Superintelligenz, die durch mangelnde Sicherheitsvorkehrungen und Unterschätzung der Fähigkeiten, die ein solches System entwickeln könnte, begünstigt wird.
Im Jahr 2023 unterzeichneten hunderte KI-Koryphäen, darunter Sam Altman (CEO von OpenAI) und Demis Hassabis (CEO von Google DeepMind) den aus einem Satz bestehenden Aufruf des Center for AI Safety: „Mitigating the risk of extinction from A.I. should be a global priority alongside other societal-scale risks, such as pandemics and nuclear war“ (übersetzt: „Die Eindämmung des Risikos des Aussterbens durch künstliche Intelligenz sollte neben anderen Risiken gesellschaftlichen Ausmaßes wie Pandemien und Atomkrieg eine globale Priorität sein.“).

#### Graue Schmiere
Molekulare Nanotechnologie kann zu der Konstruktion von bakteriengroßen sogenannten „Assemblern“ (sich selbstvermehrenden Nanorobotern) führen, die sich selbst replizieren und anorganische oder organische Verbindungen für ihre Replikation benötigen. Indem sie bei diesem exponentiell beschleunigenden Prozess die Biosphäre vertilgen, vergiften oder das Sonnenlicht blockieren, könnten sie den Fortbestand der Menschheit und allen Lebens auf der Erde gefährden.
Sicherheitsvorkehrungen wie abgeschirmte Aufbewahrung, die Beschränkung der „Nahrung“ der Roboter auf seltene Elemente oder einprogrammierte Sperren könnten die Gefahr einer derartigen Katastrophe hypothetisch verringern. Ein Auslegungsstörfall oder der Missbrauch der Nanoroboter als Waffe könnte diese Sperren jedoch umgehen.

#### Gentechnik
Gentechnisch hergestellte tödliche Lebewesen bzw. Mikroorganismen könnten die Menschheit nicht nur als Folge von geplantem Bioterrorismus, sondern auch versehentlich vernichten.

### Eigener Wunsch
Einige hinterfragen den (Selbst-)Erhalt der Menschheit als Gesamtheit kritisch, so zum Beispiel die philosophische Strömung des Antinatalismus oder politische Bewegungen wie das Voluntary Human Extinction Movement. Theoretisch ist das zukünftige Aussterben der Menschheit durch die Verbreitung solcher Ideen vorstellbar, ebenso die Auslöschung der Menschheit durch einzelne mächtige Anhänger der Ansicht, im Fortbestand der Menschheit bestehe kein Mehrwert.
Manche vertreten die Meinung, dass jede Zivilisation zu einem (bestimmten) Zeitpunkt ihrer Entwicklung so „freiwillig“ ihren eigenen Kollaps herbeiführt. Diese These dient auch als mögliche Lösung für das Fermi-Paradoxon (siehe unten).

## Wahrscheinlichkeiten und deren Berechnung
Wissenschaftler und andere Menschen versuchen, Wahrscheinlichkeiten für ein Ende der Menschheit anhand einer Analyse der ihnen bekannten Risiken zu beziffern. Viele dieser Schätzungen sind umstritten, beispielsweise die populärwissenschaftlichen Zahlen von Martin Rees.
Nach einer Überlegung des Astronomen J. Richard Gott und anderen spricht die Wahrscheinlichkeitsrechnung bereits ohne Analyse der Risiken gegen ein langfristiges Überleben der Menschheit auf einem Niveau / einer Weltbevölkerungszahl von mehreren Milliarden Individuen. Diese sehr umstrittene Überlegung wird als „Doomsday-Argument“ bezeichnet.
Die Eintrittswahrscheinlichkeiten mancher Gefahren sind mit beträchtlicher Genauigkeit berechnet worden. So beträgt beispielsweise die Wahrscheinlichkeit eines Asteroideneinschlags, welcher das Aussterben der Menschheit zur Folge hätte, 0,0001 % (eins zu einer Million) in den nächsten einhundert Jahren (obwohl spätere Forschung eine weit höhere Wahrscheinlichkeit nahelegte).
Damit vergleichbar sind Vulkanausbrüche, die schwerwiegend genug sind, um katastrophalen Klimawandel zu verursachen, ähnlich dem Toba-Vulkanausbruch, der fast das Aussterben der menschlichen Spezies verursacht hat. Die Häufigkeit von derartigen Vulkanausbrüchen wird auf etwa einmal alle 50.000 Jahre geschätzt. Die Wahrscheinlichkeiten anderer Bedrohungen sind jedoch viel schwieriger zu berechnen. Obwohl Experten der Global Catastrophic Risk Conference die Wahrscheinlichkeit für das Aussterben der menschlichen Spezies innerhalb der nächsten 100 Jahre auf 19 % schätzten, gab es beträchtliche Meinungsverschiedenheiten bezüglich der relativen Bedeutung der jeweiligen Gefahren.
Es gibt erhebliche methodische Schwierigkeiten beim Abschätzen dieser Risiken. Die meiste Aufmerksamkeit wurde Risiken gewidmet, die die menschliche Zivilisation in den nächsten hundert Jahren bedrohen, aber das Vorhersagen über diesen Zeitraum gestaltet sich als sehr schwierig. Alle Bedrohungen, deren Ursprung in der Natur liegt, verhalten sich relativ konstant, obwohl neue Risiken entdeckt werden könnten. Anthropogene Bedrohungen jedoch werden sich wahrscheinlich mit der Entwicklung neuer Technologien dramatisch verändern; während Vulkane über die gesamte Geschichte hinweg eine Bedrohung darstellten, spielen nukleare Waffen erst seit dem 20. Jahrhundert eine Rolle. Die Geschichte zeigt, dass die Fähigkeit, die Zukunft vorherzusagen, bei früheren Experten sehr eingeschränkt war, gleichwohl könnten moderne probabilistische Vorhersage-Methoden, wie beispielsweise Prognosemärkte oder traditionellere Vorgehensweisen wie Peer-Review die Genauigkeit von Vorhersagen erhöhen.
Bedrohungen menschlichen Ursprungs wie z. B. nuklearer Krieg oder Nanotechnologie sind noch schwerer vorherzusagen, aufgrund der inhärenten methodologischen Grenzen in den Sozialwissenschaften. Während der Kubakrise schätzte John F. Kennedy die Wahrscheinlichkeit eines nuklearen Krieges auf 33 % bis 50 %. Ungeachtet dessen gilt, dass es im Allgemeinen sehr schwer ist, die Größenordnung eines dieser Risiken richtig einzuschätzen, da sich internationale Beziehungen und technologischer Fortschritt rapide ändern können.
Aufgrund von Selektionseffekten durch bloße Beobachtung (englisch: observation selection effects) stellen existenzielle Risiken eine einzigartige Herausforderung für Vorhersagen dar, sogar mehr als andere weit in der Zukunft liegende Ereignisse. Anders als bei den meisten anderen Ereignissen ist das Ausbleiben von existenziellen Risiken in der Vergangenheit kein Beleg dafür, dass die Wahrscheinlichkeit von in der Zukunft liegenden existenziellen Risiken gering ist. Denn hätte sich ein existenzielles Risiko in unserer Vergangenheit ereignet, gäbe es keine Menschen mehr, die dies beobachten könnten.

„Bei existenziellen Risiken kann unsere Vorgehensweise nicht praktisches Herumprobieren sein. Es gibt keine Möglichkeit, aus Fehlern zu lernen. Die reaktive Herangehensweise – einfach sehen was passiert, Gefahren begrenzen und aus Erfahrung lernen – ist unausführbar. Nein, wir müssen eine proaktive Vorgehensweise wählen. Das erfordert den Weitblick neue Arten von Bedrohungen zu antizipieren und die Bereitschaft entschiedene Präventionsmaßnahmen durchzuführen und deren (moralische oder ökonomische) Kosten zu tragen.“

Ein unerwartetes oder sehr unwahrscheinliches Ereignis mit hohem existenziellen Risiko wird als Wild Card bezeichnet.

### Fermi-Paradoxon
Es wurden bereits Planeten außerhalb unseres Sonnensystems entdeckt, und es gibt wahrscheinlich noch viel mehr unentdeckte, erdähnliche Planeten, auf denen Leben entstehen könnte. Angesichts der relativen Schnelligkeit, mit der sich Leben auf der Erde entwickelt hat, und angesichts der enormen Größe des beobachtbaren Universums scheint es a priori und a posteriori wahrscheinlich, dass sich intelligentes Leben auch auf anderen Planeten entwickelt hat.
Somit scheint das Ausbleiben jeglicher Anzeichen von intelligentem Leben außerhalb der Erde ein Paradoxon darzustellen. Besonders relevant ist das Ausbleiben von großflächigen, von der Erde aus sichtbaren, künstlichen Konstruktionen im All, was nahelegt, dass wenige bis keine Zivilisationen lange genug überleben, um den Weltraum kolonisieren zu können.
Es gibt eine Reihe von Erklärungen für das Fermi-Paradoxon, wie beispielsweise die Hypothese, dass die Erde Teil eines galaktischen Zoos sei, oder dass die Entstehung von Leben einfach extrem unwahrscheinlich ist. Eine weitere Erklärung ist jedoch, dass ein Großer Filter (englisch: Great Filter) existiert; der Große Filter ist diejenige Eigenschaft unseres Universums, welche tote Materie davon abhält, innerhalb eines genügend großen Zeitraums in intelligentes Leben zu evolvieren und anschließend das Universum zu besiedeln. Falls dieser Filter nun vor uns liegt, wird er die Menschheit davon abhalten, den Weltraum zu besiedeln.

### Kognitive Verzerrungen
Die Erforschung von kognitiven Verzerrungen offenbart eine Reihe von Tendenzen und Neigungen im Wahrnehmen, Urteilen und Denken von Menschen, welche nicht den Standards unvoreingenommener Rationalität entsprechen. Viele dieser Verzerrungen beeinflussen die Vorhersage von existenziellen Risiken. Die Verfügbarkeitsheuristik beispielsweise könnte Menschen dazu veranlassen, die Gefahr existenzieller Risiken zu unterschätzen, da offensichtlich noch niemand eines beobachtet hat. In ähnlicher Weise bewirkt der Rückschaufehler, dass vergangene Ereignisse vorhersehbarer erscheinen, als sie tatsächlich waren, was zu übermäßigem Vertrauen in die Fähigkeit, die Zukunft vorherzusagen, führt.
Der Konjunktions-Fehlschluss (englisch: Conjunction fallacy) tritt auf, wenn Menschen die Wahrscheinlichkeit von Konjunktionen überschätzen; z. B. wenn man glaubt, dass eine politische Aktivistin mit größerer Wahrscheinlichkeit eine feministische Bankangestellte als eine Bankangestellte ist. In gleicher Weise unterschätzen Menschen die Wahrscheinlichkeit disjunktiver Ereignisse. Die Bedrohung existenzieller Risiken ist hochgradig disjunktiv, denn die Ursache kann nuklearer Krieg oder Klimawandel oder Künstliche Intelligenz oder Bioterrorismus oder ein Asteroideneinschlag sein, was dazu führt, dass die Plausibilität existenzieller Risiken unterschätzt wird.

## Bedeutung
Einige Wissenschaftler setzen sich eindringlich für das Verringern existenzieller Risiken ein, da zukünftige Generationen davon außerordentlich profitieren würden (siehe auch Longtermism). Derek Parfit behauptet, dass das Aussterben der Menschheit ein immenser Verlust wäre, da unsere Nachkommen möglicherweise für Milliarden Jahre überleben könnten, bevor die ansteigende Hitze der Sonne die Erde unbewohnbar machen würde. Nick Bostrom argumentiert, dass der Menschheit mit der Besiedlung des Weltalls sogar noch großartigere Möglichkeiten offenstehen. Falls unsere Nachfahren das All besiedeln, könnten sie in der Lage sein, eine sehr große Anzahl von Menschen zu ernähren, und dies möglicherweise für mehrere Billionen Jahre. Deshalb würde selbst eine nur geringfügige Reduzierung der Wahrscheinlichkeit existenzieller Risiken einen höchst bedeutsamen Einfluss auf die erwartete Anzahl von in der Zukunft existierenden Menschen haben.
Manche Wissenschaftler stimmen mit den genannten Argumenten nicht überein. Exponentielle Diskontierung könnte diese in der Zukunft liegenden Vorteile viel weniger bedeutsam erscheinen lassen, und manche Philosophen bezweifeln, dass das Sichern der Existenz zukünftiger Generationen von Wert sei.
Manche Wirtschaftswissenschaftler haben ebenfalls die Bedeutung existenzieller Risiken diskutiert, obwohl in den meisten dieser Diskussionen der Name „katastrophale Risiken“ (englisch: catastrophic risk) verwendet wird. Martin Weitzman argumentiert, dass möglicherweise die meisten der durch den Klimawandel erwarteten wirtschaftlichen Kosten von der geringen Wahrscheinlichkeit herrühren, dass die globale Erwärmung unsere Berechnungen bei weitem übertrifft und dies katastrophale Schäden zur Folge hat. Richard Posner hat argumentiert, dass wir im Allgemeinen viel zu wenig gegen Gefahren von riesigem Schadensausmaß, jedoch gering erscheinender, schwer abzuschätzender Wahrscheinlichkeit unternehmen.

## Religiöse und mythologische Szenarien
- Jüngstes Gericht: gleichermaßen bei Judentum, Christentum und Islam Teil der Überlieferung, s. a. Apokalypse und Millenarismus.
- Im Hinduismus und Buddhismus ist der Weltuntergang nicht einmalig, sondern wiederkehrend. Ein entsprechender Zyklus wird Kalpa genannt.
- Im Daoismus und Konfuzianismus spricht man vom Weltenende. Dies ist nur vage als Rückkehr von der Vielheit zur Einheit formuliert.
- Ragnarök, Weltenbrand
- Kataklysmus, Ekpyrosis
- Muspilli

Im Rahmen religiöser Heilserwartungen kann der Weltuntergang Teil der Endzeit sein.